# SM UC-56
SM UC-56 – niemiecki podwodny stawiacz min z okresu I wojny światowej, jedna z 64 zbudowanych jednostek typu UC II. Zwodowany 26 sierpnia 1916 roku w stoczni Kaiserliche Werft w Gdańsku, został przyjęty do służby w Kaiserliche Marine 18 grudnia 1916 roku. W trakcie służby operacyjnej w składzie Flotylli Bałtyckiej i Flotylli Flandria okręt odbył sześć misji bojowych, podczas jednej z nich zatopił okręt szpitalny HMHS „Glenart Castle” o pojemności 6824 BRT. SM UC-56 został internowany 24 maja 1918 roku u wybrzeży Hiszpanii, a po podpisaniu rozejmu w Compiègne trafił do Francji. Okręt został złomowany w 1923 roku.

## Projekt i budowa
Sukcesy pierwszych niemieckich podwodnych stawiaczy min typu UC I, a także niedostatki tej konstrukcji, skłoniły dowództwo Cesarskiej Marynarki Wojennej z admirałem von Tirpitzem na czele do działań mających na celu budowę nowego, znacznie większego i doskonalszego typu okrętów podwodnych. Opracowany latem 1915 roku projekt okrętu, oznaczonego później jako typ UC II, tworzony był równolegle z projektem przybrzeżnego torpedowego okrętu podwodnego typu UB II. Głównymi zmianami w stosunku do poprzedniej serii były: instalacja wyrzutni torpedowych i działa pokładowego, zwiększenie mocy i niezawodności siłowni, oraz wzrost prędkości i zasięgu jednostki, kosztem rezygnacji z możliwości łatwego transportu kolejowego (ze względu na powiększone rozmiary).
SM UC-56 zamówiony został 12 stycznia 1916 roku jako jednostka z III serii okrętów typu UC II (numer projektu 41, nadany przez Inspektorat U-Bootów), w ramach wojennego programu rozbudowy floty . Został zbudowany w stoczni Kaiserliche Werft w Gdańsku jako jeden z sześciu okrętów typu UC II zamówionych w tej wytwórni. UC-56 otrzymał numer stoczniowy 38 (Werk 38)  . Stępkę okrętu położono 4 marca 1916 roku , a zwodowany został 26 sierpnia 1916 roku. Koszt budowy okrętu wyniósł 1 mln 935 tys. marek.

## Dane taktyczno-techniczne
SM UC-56 był średniej wielkości przybrzeżnym okrętem podwodnym o konstrukcji dwukadłubowej. Długość całkowita wynosiła 50,5 metra, szerokość 5,22 metra i zanurzenie 3,61 metra . Wykonany ze stali kadłub sztywny miał 39,3 metra długości i 3,61 metra szerokości, a wysokość (od stępki do szczytu kiosku) wynosiła 7,46 metra . Wyporność w położeniu nawodnym wynosiła 415 ton, a w zanurzeniu 498 ton. Jednostka miała wysoki, ostry dziób przystosowany do przecinania sieci przeciwpodwodnych; do jej wnętrza prowadziły trzy luki: pierwszy przed kioskiem, drugi w kiosku, a ostatni w części rufowej, prowadzący do maszynowni . Cylindryczny kiosk miał średnicę 1,4 metra i wysokość 1,8 metra, obudowany był opływową osłoną . Okręt napędzany był na powierzchni przez dwa 6-cylindrowe, czterosuwowe silniki wysokoprężne Körting o łącznej mocy 600 KM, a pod wodą poruszał się dzięki dwóm silnikom elektrycznym BBC o łącznej mocy 620 KM . Dwa wały napędowe obracały dwie śruby wykonane z brązu manganowego (o średnicy 1,9 metra i skoku 0,9 metra) . Okręt osiągał prędkość 11,6 węzła na powierzchni i 7,3 węzła w zanurzeniu. Zasięg wynosił 9450 Mm przy prędkości 7 węzłów w położeniu nawodnym oraz 52 Mm przy prędkości 4 węzłów pod wodą. Zbiorniki mieściły 63 tony paliwa, a energia elektryczna magazynowana była w dwóch bateriach akumulatorów 26 MAS po 62 ogniwa, zlokalizowanych pod przednim i tylnym pomieszczeniem mieszkalnym załogi. Okręt miał siedem zewnętrznych zbiorników balastowych . Dopuszczalna głębokość zanurzenia wynosiła 50 metrów , a czas wykonania manewru zanurzenia 40 sekund.
Głównym uzbrojeniem okrętu było 18 min kotwicznych typu UC/200 w sześciu skośnych szybach minowych o średnicy 100 cm, usytuowanych w podwyższonej części dziobowej jeden za drugim w osi symetrii okrętu, pod kątem do tyłu (sposób stawiania – „pod siebie”). Układ ten powodował, że miny trzeba było stawiać na zaplanowanej przed rejsem głębokości, gdyż na morzu nie było do nich dostępu (co znacznie zmniejszało skuteczność okrętów). Wyposażenie uzupełniały dwie zewnętrzne wyrzutnie torped kalibru 500 mm (umiejscowione powyżej linii wodnej na dziobie, po obu stronach szybów minowych), jedna wewnętrzna wyrzutnia torped kal. 500 mm na rufie (z łącznym zapasem 7 torped) oraz umieszczone przed kioskiem działo pokładowe kal. 88 mm L/30, z zapasem amunicji wynoszącym 130 naboi . Okręt wyposażony był w dwa peryskopy Zeissa: wachtowy i bojowy oraz radiostację z podnoszonym masztem o wysokości 10 metrów. Wyposażenie uzupełniała kotwica grzybkowa o masie 272 kg .
Załoga okrętu składała się z 3 oficerów oraz 23 podoficerów i marynarzy.

## Służba
18 grudnia 1916 roku UC-56 został przyjęty do służby w Cesarskiej Marynarce Wojennej , a jego dowództwo objął kpt. mar. (niem. Kapitänleutnant) Johannes Remy . 1 lutego 1917 roku nowym dowódcą UC-56 został kpt. mar. rez. (niem. Kapitänleutnant der Reserve) Wilhelm Kiesewetter . Po okresie szkolenia okręt został 20 sierpnia 1917 roku przydzielony do Flotylli Bałtyckiej . W październiku 1917 roku SM UC-56 (wraz z bliźniaczymi jednostkami UC-57, UC-58, UC-59, UC-60 i UC-78) w składzie flotylli „Kurlandia” wziął udział w operacji Albion, mającej na celu opanowanie Wysp Moonsundzkich. W pierwszej dekadzie października okręt wyszedł z Lipawy z zadaniem obserwacji rejonu na zachód od wyspy Hiuma oraz postawienia zagród minowych na rosyjskich szlakach wodnych; do bazy powrócił między 20 a 25 października.

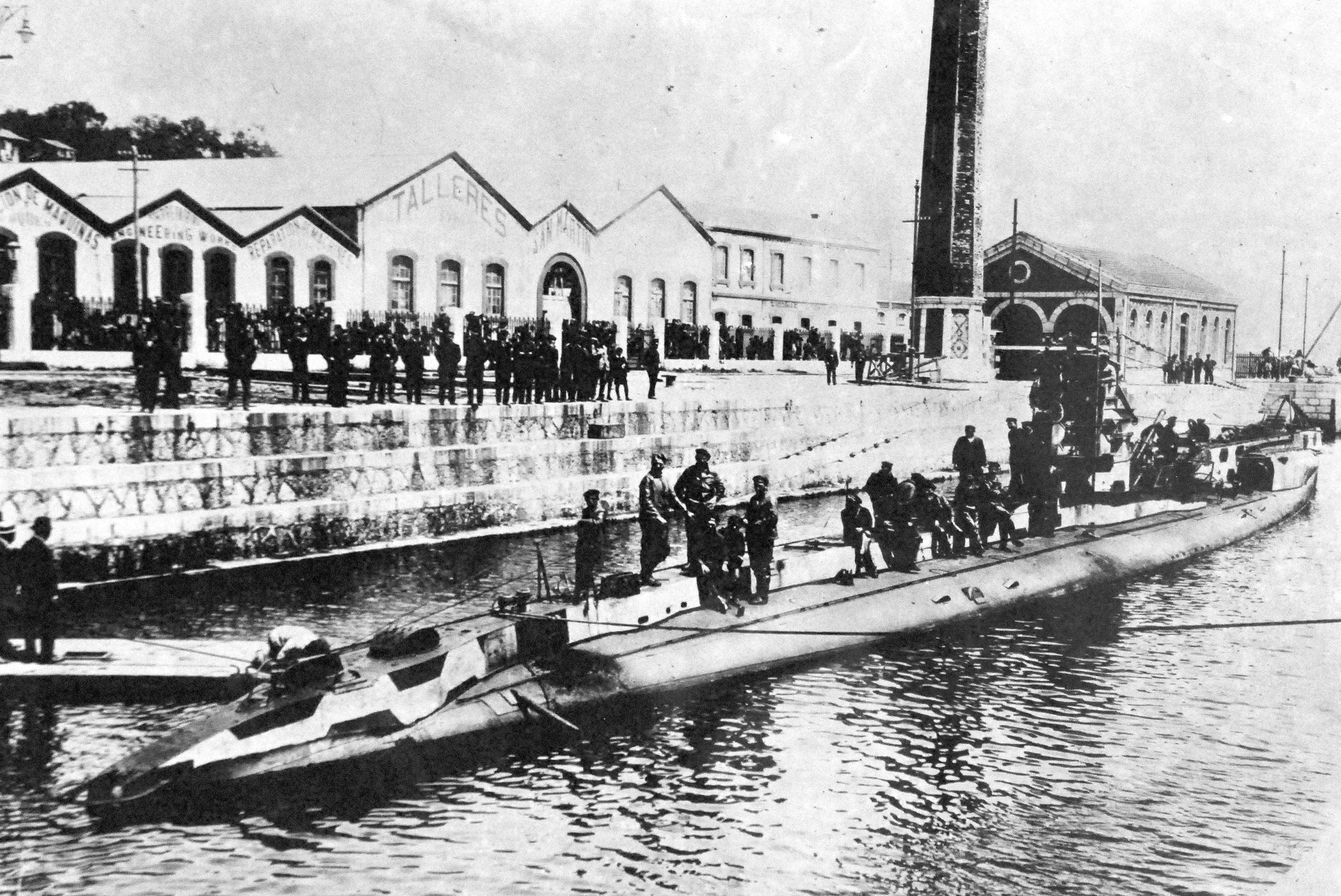
UC-56 po internowaniu w Santander

10 grudnia 1917 roku UC-56 został przydzielony do Flotylli Flandria . Wieczorem 26 lutego 1918 roku U-Boot w odległości 10 Mm na zachód od wyspy Lundy storpedował bez ostrzeżenia zbudowany w 1900 roku brytyjski okręt szpitalny HMHS „Glenart Castle” o pojemności 6824 BRT, płynący w pełnym oświetleniu z prędkością 10 węzłów z Newport do Brestu w celu zabrania rannych  . Na jego pokładzie znajdowało się 122 członków załogi i 64 osoby personelu medycznego. Trafiona w sterburtę jednostka zatonęła w ciągu siedmiu minut na pozycji 51°03′N 5°09′W/51,050000 -5,150000, a w katastrofie zginęły 153 osoby – 8 pielęgniarek, 43 członków Royal Army Medical Corps, 7 oficerów i 95 członków załogi . Kilka godzin później francuski żaglowiec „Le Faon” i amerykański niszczyciel USS „Parker” uratowały zaledwie 30 rozbitków.
Podczas szóstego patrolu UC-56 na wodach Zatoki Biskajskiej na okręcie uległ uszkodzeniu układ napędowy, w wyniku czego musiał udać się do hiszpańskiego portu Santander, gdzie został internowany 24 maja 1918 roku  . W wyniku podpisania rozejmu w Compiègne jednostka została przekazana Francji, do czego doszło 26 marca 1919 roku. Dowódca UC-56, kpt. mar. rez. Wilhelm Kiesewetter został przewieziony do Londynu, gdzie został umieszczony w areszcie i przesłuchany w sprawie zatopienia okrętu szpitalnego; ostatecznie jednak został uwolniony.
Okręt został złomowany w Rochefort w 1923 roku.